# Leucania subnitens
Leucania subnitens là một loài bướm đêm trong họ Noctuidae.